# Mangeoire d'oiseaux

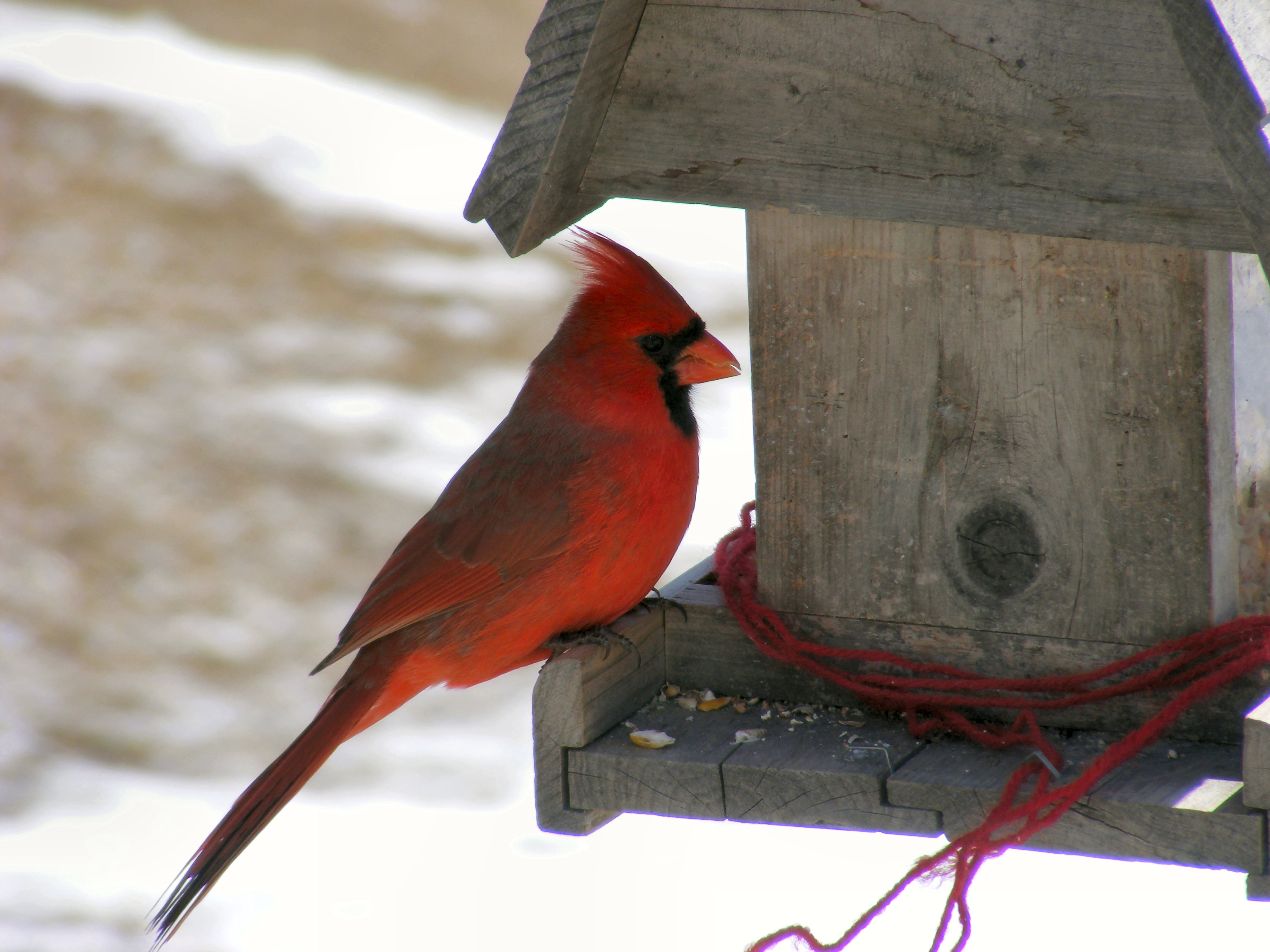
Le Cardinal rouge est une espèce d'Amérique du Nord fréquemment rencontrée aux mangeoires.

Une mangeoire à oiseaux est un dispositif installé à l'extérieur et qui contient de la nourriture destinée aux oiseaux sauvages. À l'origine, l'intention de cette activité était de suppléer le manque de nourriture pendant la saison hivernale. Les mangeoires procurent aux oiseaux une autre source de nourriture à une période où la neige et le froid rendent plus difficile l'accès aux aliments naturellement accessibles. Nourrir les oiseaux sauvages à l'aide de mangeoires est une activité répandue dans beaucoup de pays d'occident.

## Types d'aliments

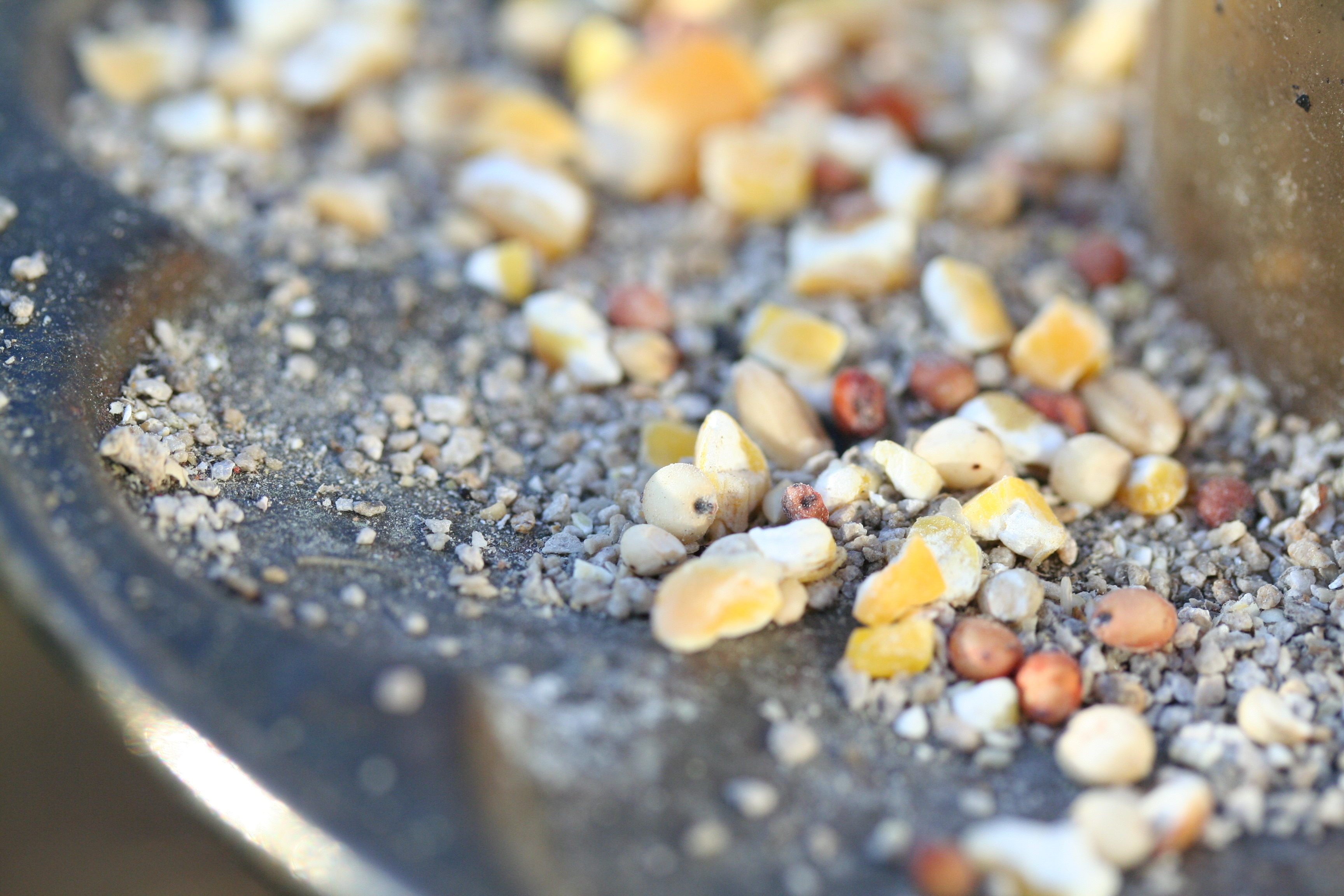
Mélange de grains offert aux oiseaux.

Environ une douzaine de types de grains sont proposés pour nourrir les oiseaux. Chaque espèce d'oiseau a ses exigences pour le type de nourriture. Il faut tenir compte des espèces susceptibles de se présenter en fonction de la région où l'on se trouve pour offrir la nourriture qu'elles préfèrent. On peut ainsi offrir le type de nourriture en fonction des espèces que l'on désire observer.
Il est préférable de disposer les mangeoires de sorte qu'elles soient inaccessibles aux écureuils, surtout lorsqu'il s'agit de graines de tournesol, de noix ou d'arachides, car ils en sont friands et peuvent rapidement vider une mangeoire. Le pain est un des aliments les plus communément offerts, , , mais il n'est pas certain qu'un tel produit raffiné soit approprié pour la santé des oiseaux même si ceux-ci en mangent volontiers.
|                             | Noix et arachides | Tournesol | Millet blanc | Alpiste | Chardon | Colza | Citrouille | Maïs | Blé | Avoine | Orge | Sorgho | Sarrasin |
| Alouette hausse-col         |                   |           | ++           |         |         | +++   |            | ++   | ++  | ++     | ++   |        | ++       |
| Becs-croisés                | ++                | +++       |              |         |         |       |            |      |     |        |      |        |          |
| Bruants                     | ++                | ++        | +++          | +++     | ++      | +++   | +++        | ++   | ++  | ++     | +    | +      | ++       |
| Cardinal rouge              | +++               | +++       | +++          | ++      |         |       | +++        | +++  | ++  | ++     | ++   | +      | ++       |
| Cardinal à poitrine rose    | +++               | +++       | +            | +       |         |       | +++        | +    | +   |        |      |        |          |
| Carouge à épaulettes        |                   |           | ++           | ++      |         |       |            | +++  | +++ | +++    | +++  | +      | ++       |
| Chardonneret jaune          | +++               | ++        | ++           | +++     | +++     | ++    |            | ++   |     |        |      |        |          |
| Dickcissel d'Amérique       |                   | +         | ++           |         |         |       |            | +++  | +++ | +++    |      | +      |          |
| Durbec des pins             |                   | +++       | +            |         |         |       |            |      |     |        |      |        |          |
| Étourneau sansonnet         |                   |           | +            |         |         |       |            | +++  | ++  | ++     | ++   |        | +        |
| Geai bleu                   | +++               | +++       | +            |         |         |       | +++        | +++  | ++  |        |      |        | +        |
| Gros-bec errant             | +                 | +++       | +            | +       | +       | +     | +++        | +    |     |        |      |        | +        |
| Gélinotte huppée            |                   | +         | ++           |         |         | +     |            | +++  | +++ | +++    | +++  |        | +++      |
| Junco ardoisé               | ++                | ++        | +++          | +++     | +       | +++   | +++        | ++   | ++  | ++     |      | +      |          |
| Mésange à tête noire        | +++               | +++       |              |         | +       | +     | +++        | +    |     |        |      |        |          |
| Mésange à tête brune        | +++               | +++       |              |         |         |       | +++        |      |     |        |      |        |          |
| Mésange bicolore            | +++               | +++       |              | +       | +       |       |            | +    |     |        |      |        |          |
| Moineau domestique          | +                 | ++        | +++          | ++      |         | +     | +++        | +++  |     | +++    |      |        | +        |
| Moqueur roux                | ++                | ++        | +            |         |         |       | +++        | ++   | ++  |        |      |        |          |
| Perdrix grise               |                   |           | +++          |         |         |       |            | +++  | +++ | +++    | +++  | +      | ++       |
| Pic à ventre roux           | ++                | ++        |              | +       |         |       |            | ++   |     |        |      |        |          |
| Pic chevelu                 | ++                | ++        |              |         |         |       |            | ++   |     |        |      |        |          |
| Pic mineur                  | ++                | ++        |              |         |         |       |            | +    |     |        |      |        |          |
| Paruline à croupion jaune   |                   |           | ++           |         |         | +++   |            | +++  | +++ | +++    | +++  | ++     | +++      |
| Quiscale bronzé             | ++                | +++       |              |         |         |       |            | +++  | +++ |        |      | +      | ++       |
| Quiscale rouilleux          | ++                | +         | ++           |         |         |       |            | +++  | +++ | +++    | +++  | +      |          |
| Roselin familier            | ++                | +++       | +++          | +++     | +++     | ++    | +++        |      |     |        |      |        |          |
| Roselin pourpré             | ++                | +++       | +++          | +++     | +++     | ++    | +++        | ++   |     |        |      |        | ++       |
| Sittelle à poitrine blanche | +++               | +++       |              |         |         |       | +++        | ++   |     |        |      |        | +        |
| Sittelle à poitrine rousse  | +                 | +++       |              |         |         |       | +++        |      |     |        |      |        |          |
| Sizerins                    | ++                | ++        | +++          | +++     | +++     | ++    |            | ++   | ++  | ++     |      |        |          |
| Sturnelle des prés          |                   |           | ++           | ++      |         |       |            | +++  | +++ | +++    | +++  | +      |          |
| Tarin des pins              | +++               | ++        | ++           | +++     | +++     | ++    |            | ++   |     | ++     |      |        |          |
| Tohi à flancs roux          | ++                | ++        | +++          | +++     | ++      |       | +++        | ++   | ++  | ++     |      | +      | ++       |
| Tourterelle triste          | +                 | +         | +++          | +++     | ++      | +++   | ++         | +++  | +++ | +++    | +++  | ++     | +++      |
| Troglodyte de Caroline      | +++               | ++        |              |         |         |       | +++        |      |     |        |      |        |          |
| Vacher à tête brune         | +                 | ++        | +++          | ++      | +++     |       |            | +++  | +++ | +++    | +++  | ++     | +++      |

## Types de mangeoires
N'importe quelle surface plane et dégagée peut servir de mangeoire si on y dépose de la nourriture. Toutefois, pour assurer une réserve de nourriture saine pour un certain temps, il est préférable de la mettre à l'abri du vent et de l'humidité à l'aide d'un dispositif approprié. Les types de mangeoires sont variés et sont conçus en fonction de la nourriture à offrir. Un concept  répandu pour offrir les graines est un contenant, de taille et de forme très variables, muni d'une ouverture au bas qui permet l'écoulement par gravitation de la nourriture à mesure que les oiseaux mangent. Une variante de ce système est le tube muni de plusieurs perchoirs avec autant d'orifices qui permettent l'accès à la nourriture. Le mangeoire en forme de tube muni de très petites ouvertures est appropriée pour le Chardon, car cette graine est chère et on évite ainsi le gaspillage. 
En Amérique, là où on retrouve des colibris, il est possible d'installer des mangeoires qui contiennent un liquide sucré qui imite le nectar des fleurs dont ces espèces se nourrissent. 
Le gras – suif ou saindoux – peut être offert dans une cage en métal, un filet ou dans les trous d'une bûche ou d'un morceau de bois. Le gras peut-être disposé pur ou en y intégrant des graines. Le gras est particulièrement apprécié des pics, des sittelles et des mésanges. Certaines observations montrent que les oiseaux peuvent être pris au piège dans les filets contenant les boules de graisse.

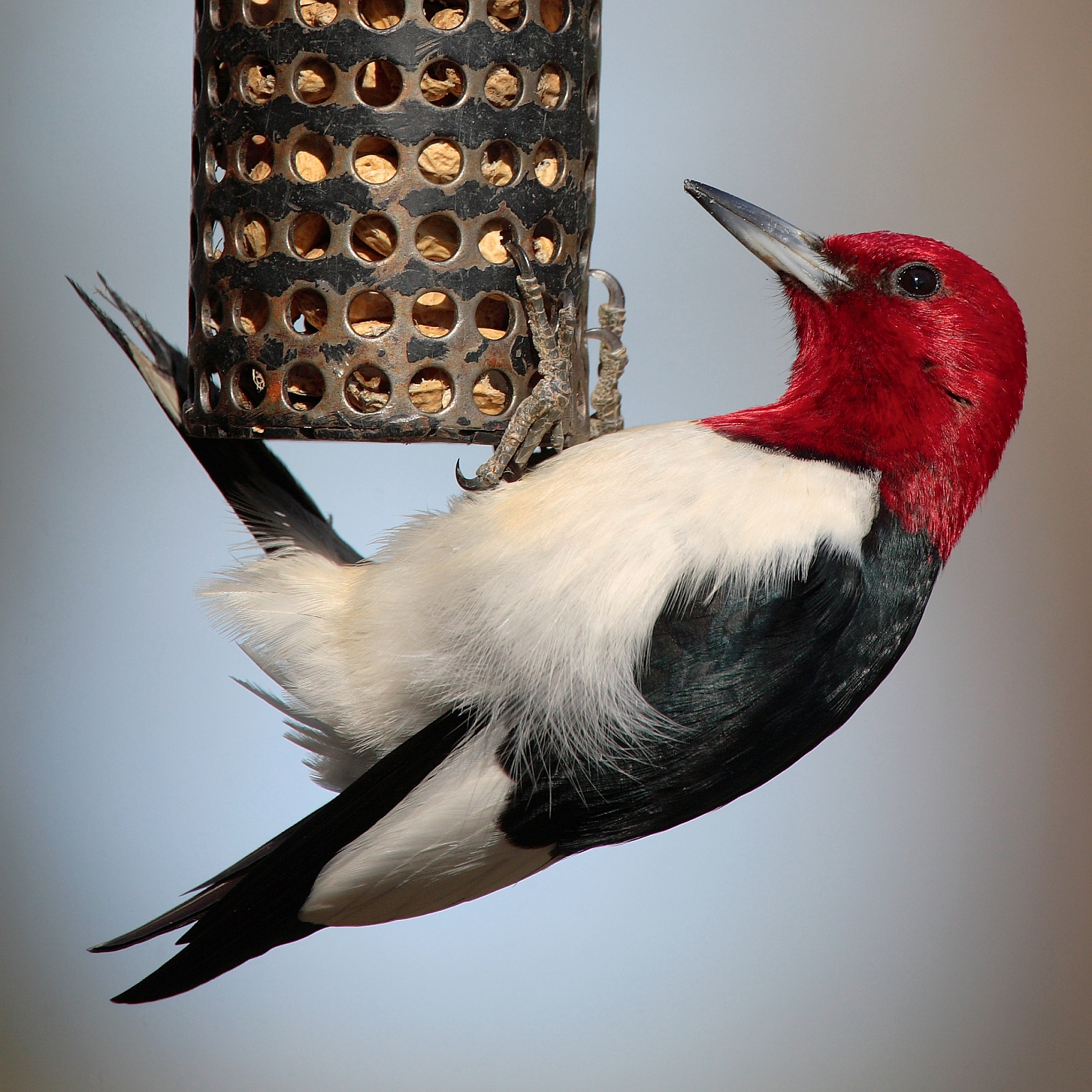
Le magnifique Pic à tête rouge s'observe à l’occasion aux mangeoires
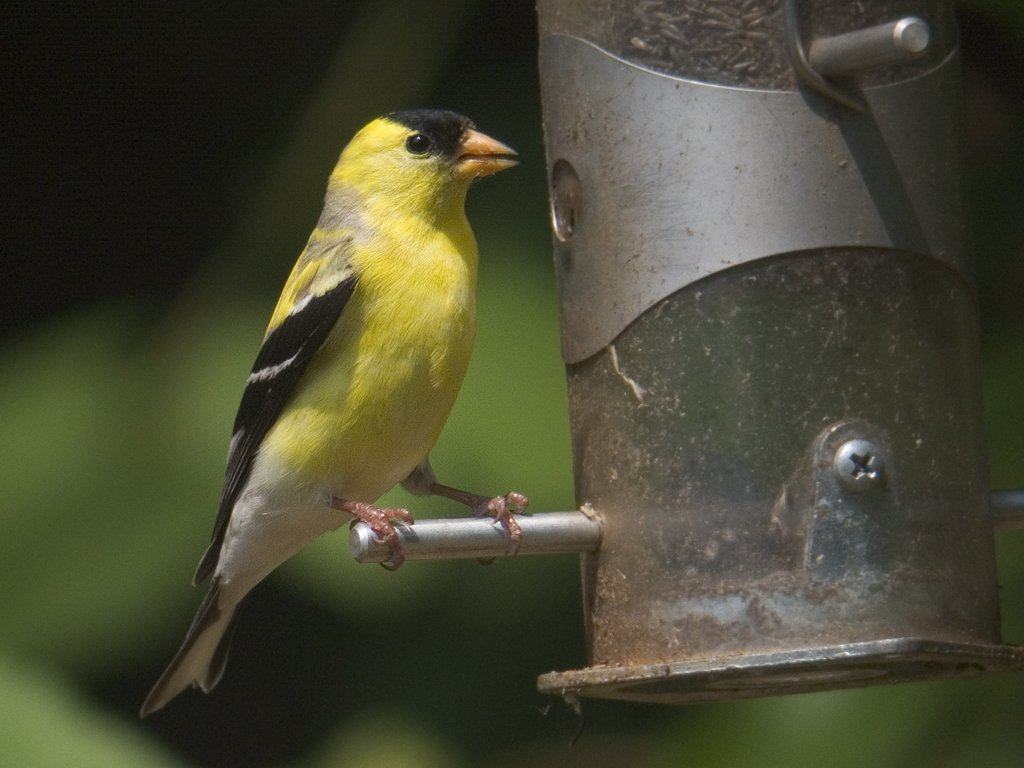
Un Chardonneret jaune se nourrit de chardon à une mangeoire conçue spécifiquement pour ce type de graine
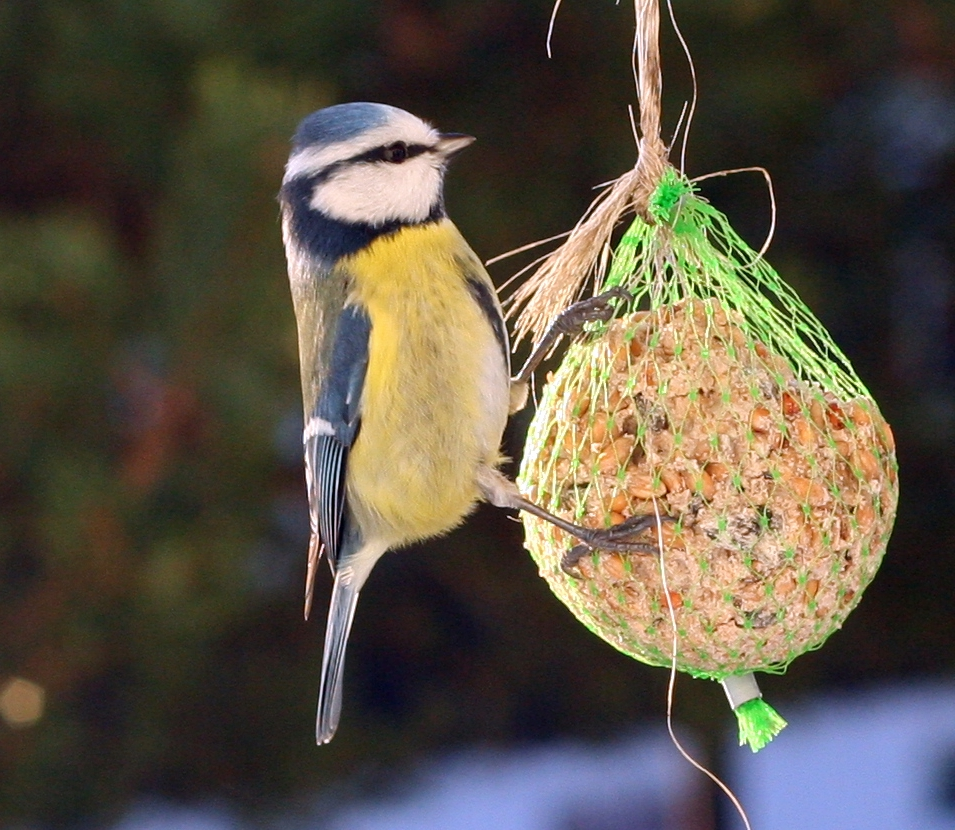
Mésange bleue se nourrissant d'un mélange de gras et de graines maintenus dans un filet
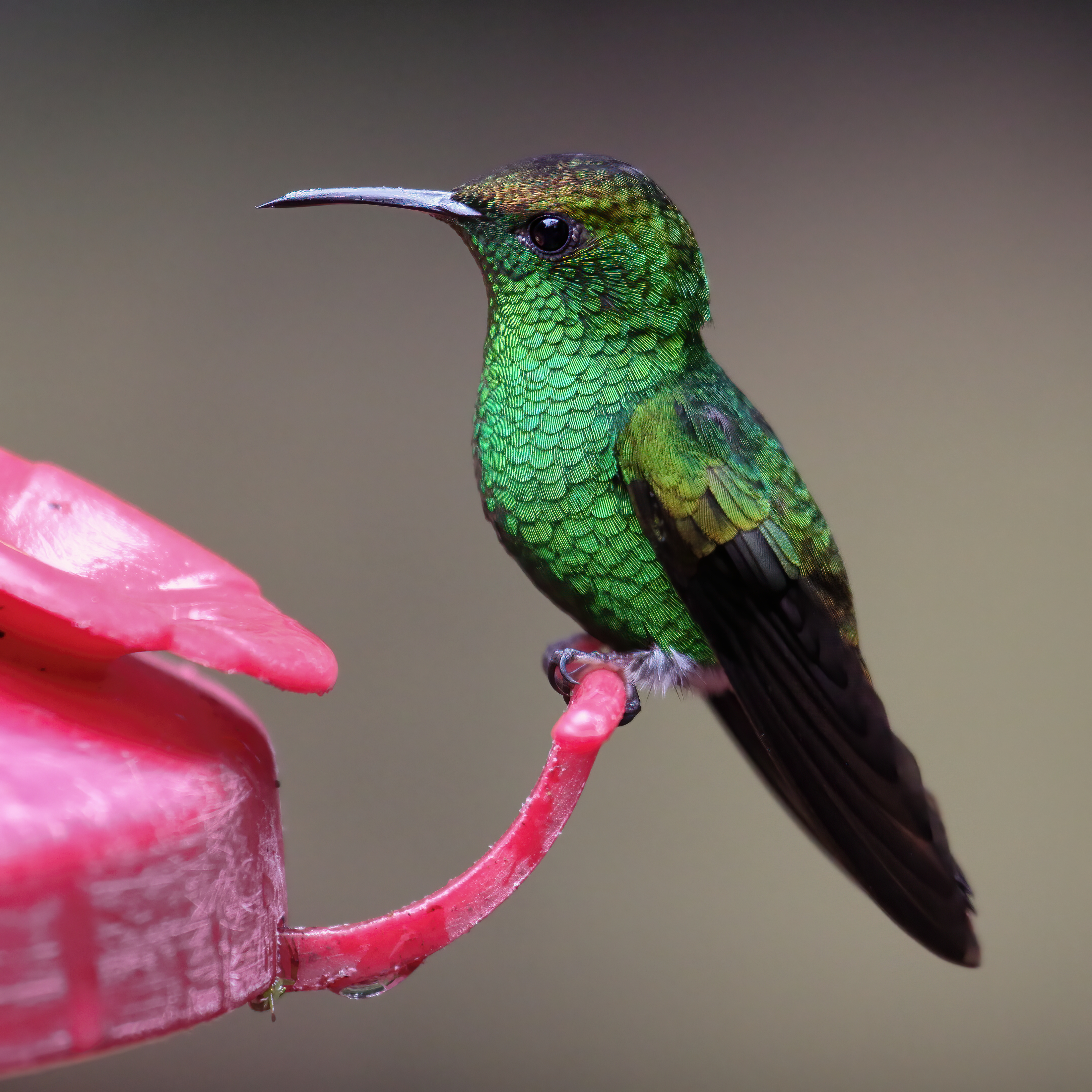
Colibri à tête cuivrée se nourrissant d'une solution d'eau sucrée à une mangeoire conçue à cet effet
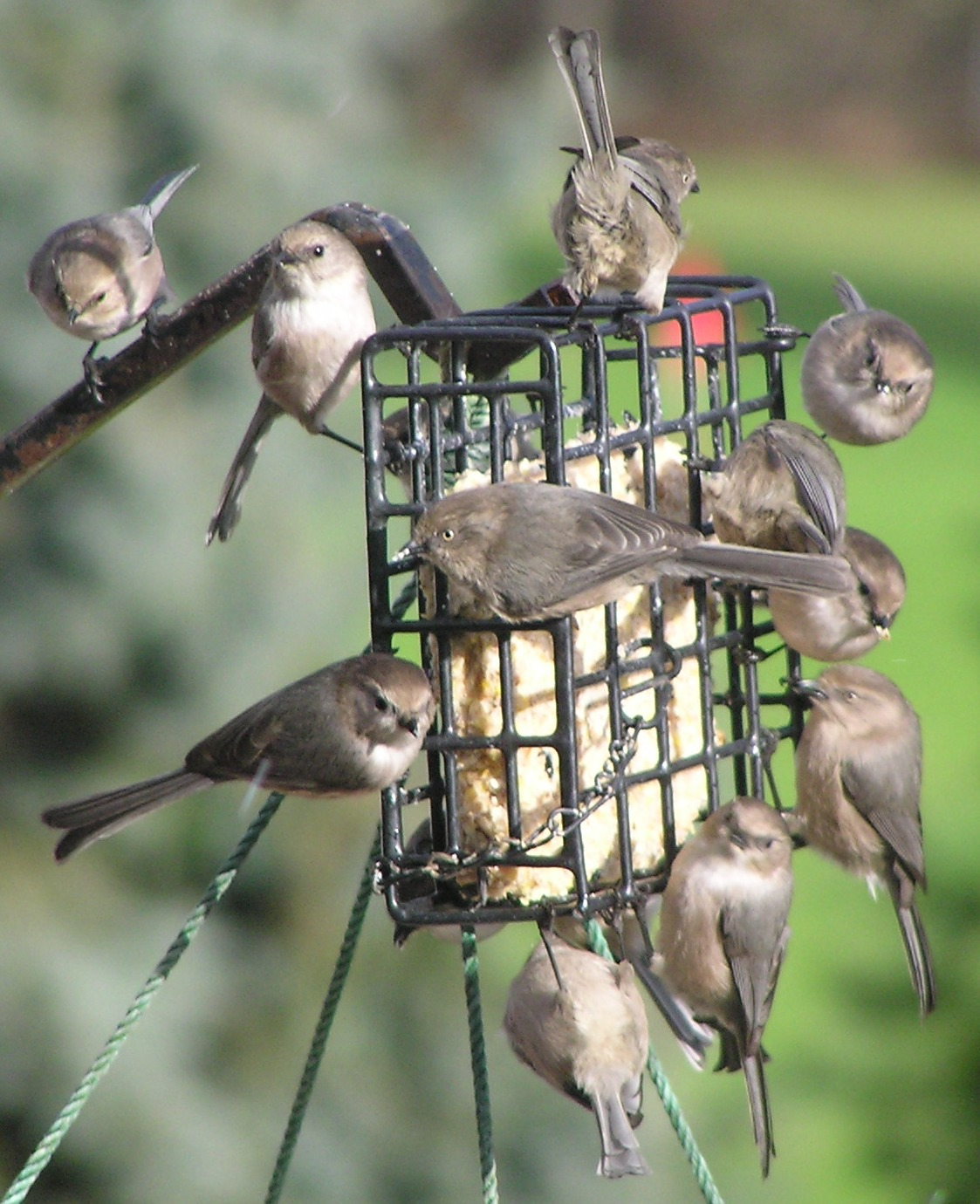
Un groupe de Mésange buissonnière se nourrit de gras inséré dans une cage
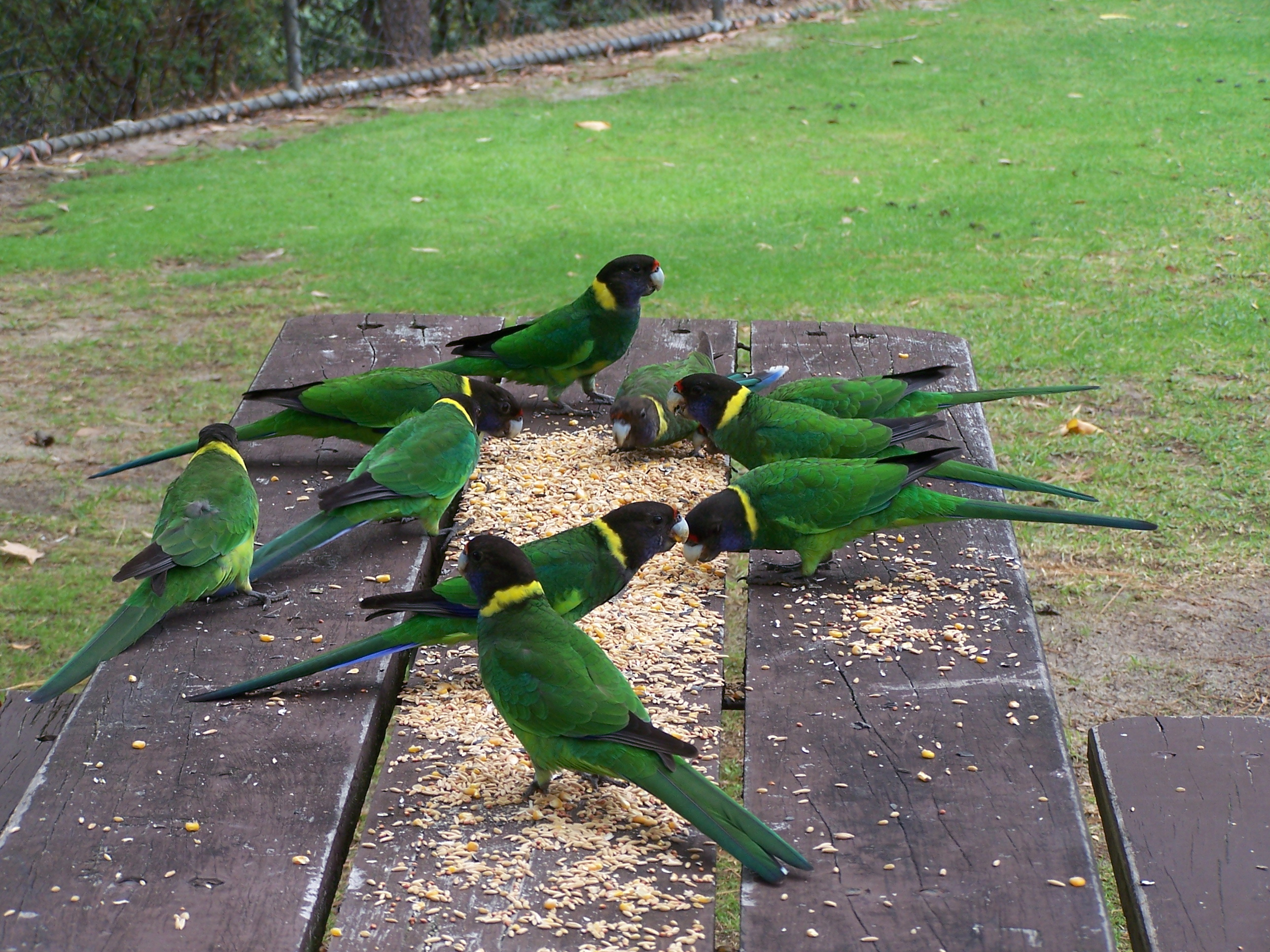
Une simple table peut suffire à nourrir des oiseaux. Ici des Perruches à collier jaune en Australie.
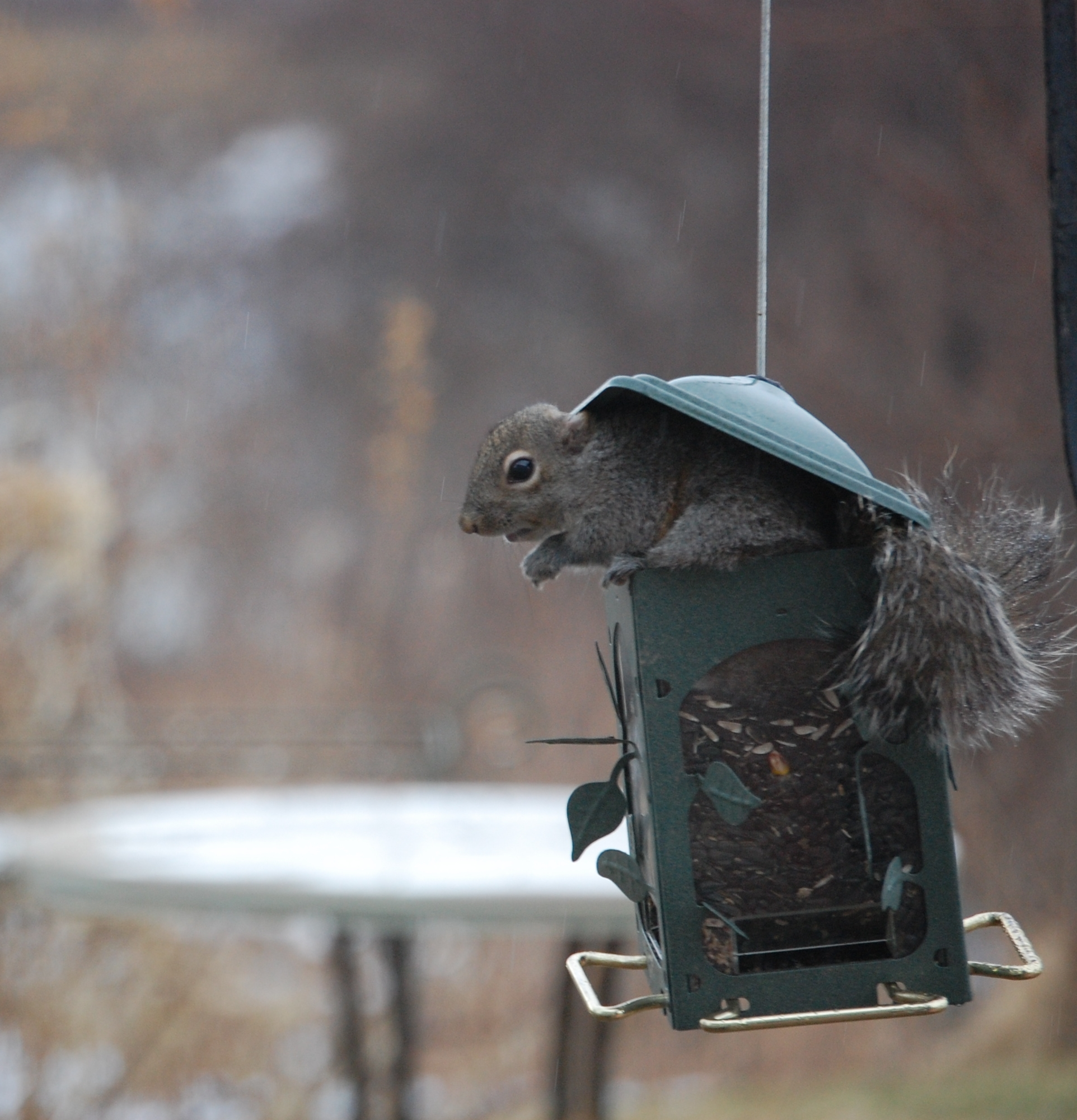
Les écureuils peuvent rapidement vider une mangeoire s'ils y ont accès.
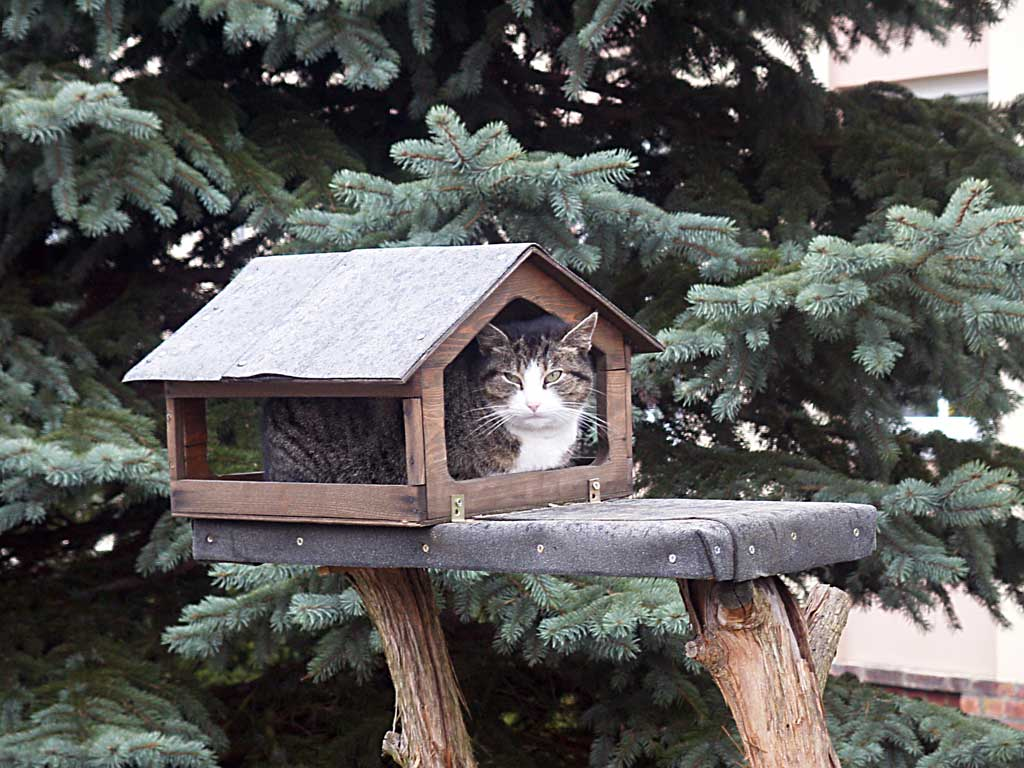
Les chats et les oiseaux ne font pas bon ménage. Pour s'assurer de l'efficacité des mangeoires, il est préférable de les installer hors de portée de ces mammifères.
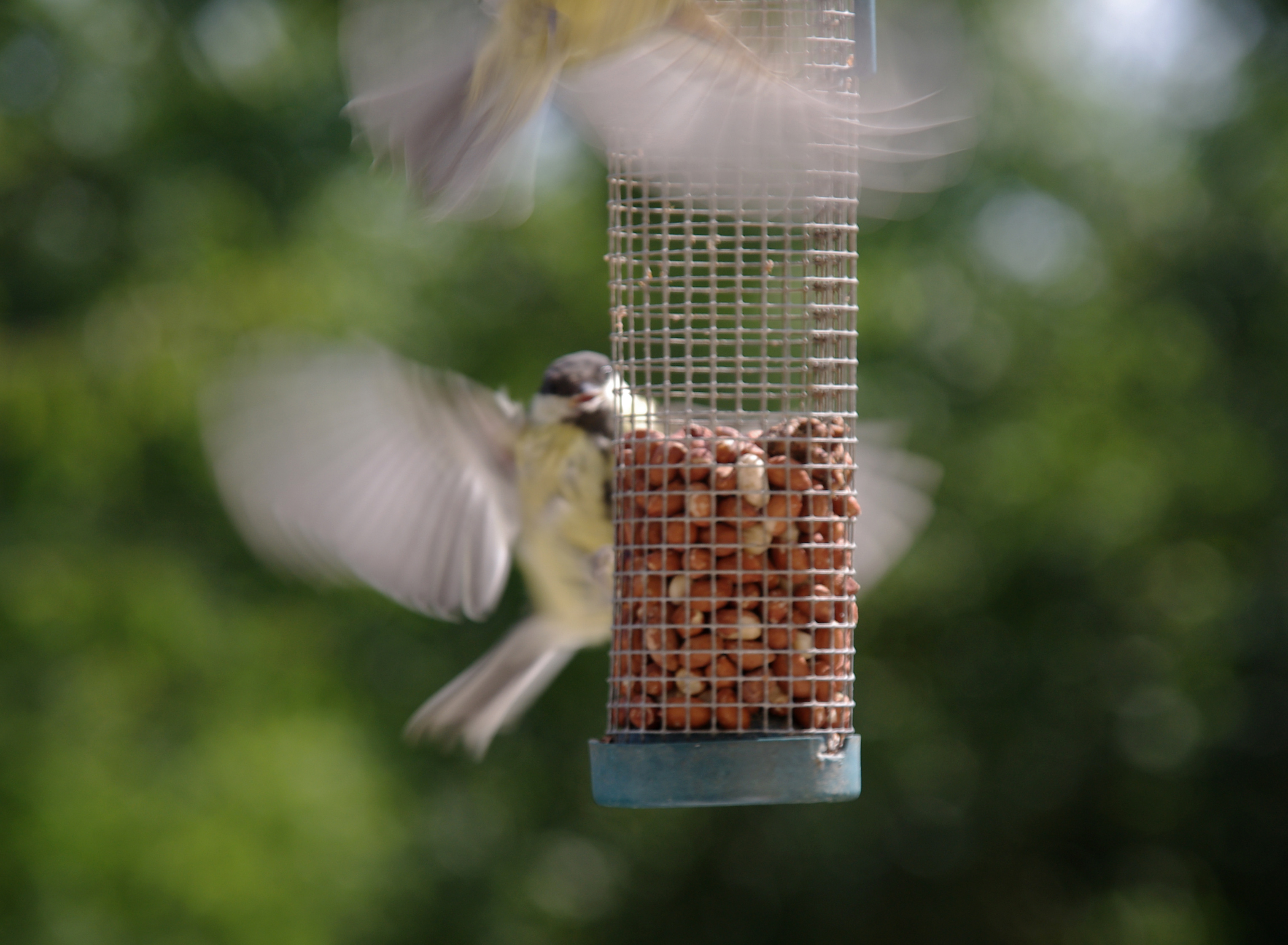
À la mangeoire, l'agressivité peut aussi bien être intra qu'interspécifique.

## Impacts

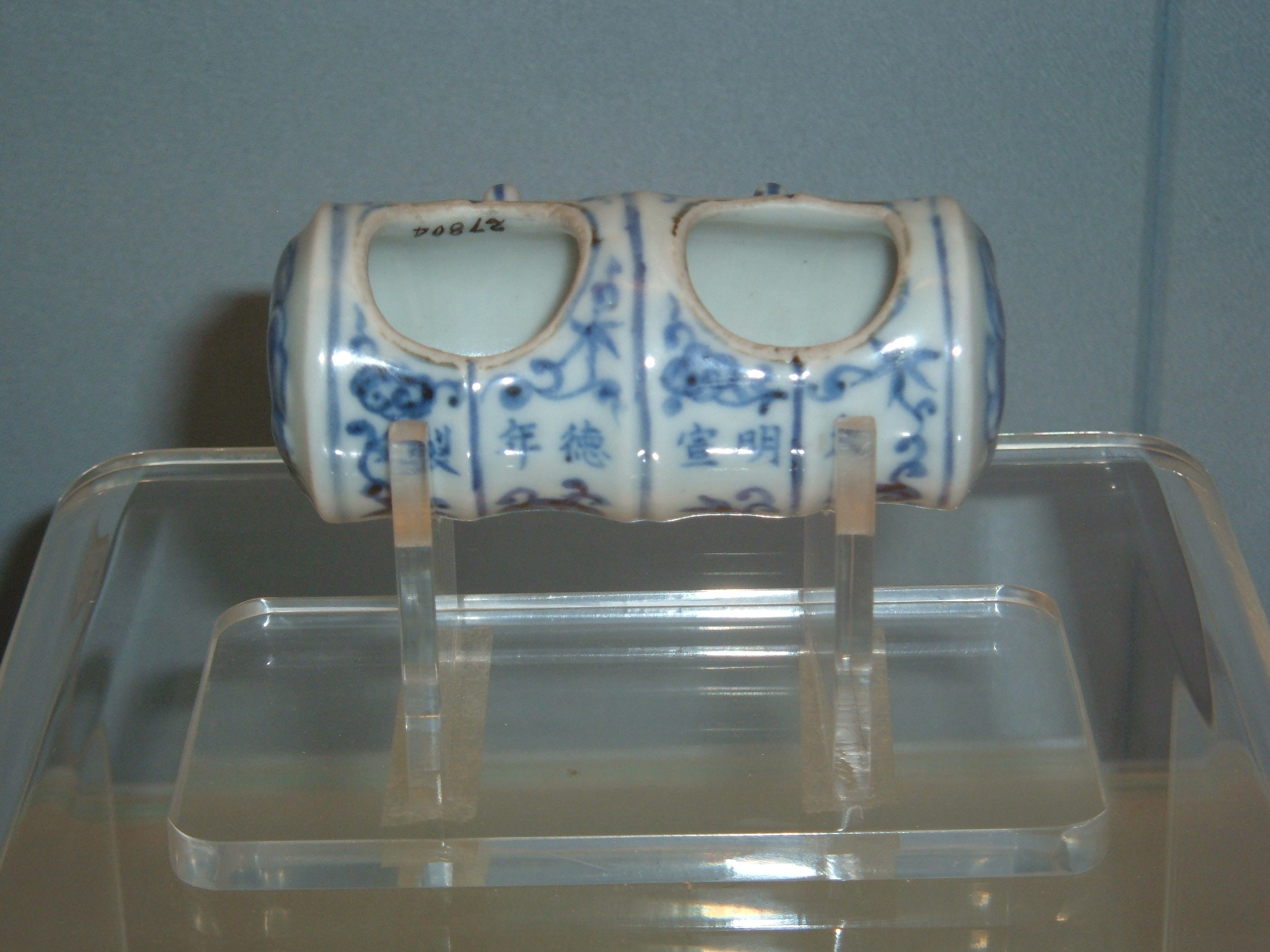
Mangeoire chinoise en porcelaine datant de la dynastie Ming Xuande (1425–1435).

L'habitude de nourrir les animaux sauvages remonte probablement à des millénaires. Toutefois, ce n'est qu'au cours des dernières décennies que le phénomène a pris l'ampleur que nous connaissons aujourd'hui,.
Aux États-Unis, on estime qu'entre 43 % et 50 % des ménages nourrissent les oiseaux. Au Royaume-Uni, cette estimation varie entre 34 % et 75 % et en Australie elle varie entre 38 % et 57 %. Des données du US Dept. Interior, Fish and Wildife Service de 1998 et 2002 révèlent qu'au-delà de 450 millions de kg de grains pour les oiseaux sont vendus annuellement pour une somme de 3,5 milliards de dollars aux États-Unis. On estime qu'il se dépense 440 et 220 millions de dollars US annuellement au Royaume-Uni et en Europe continentale respectivement pour la nourriture pour oiseaux sauvages. 

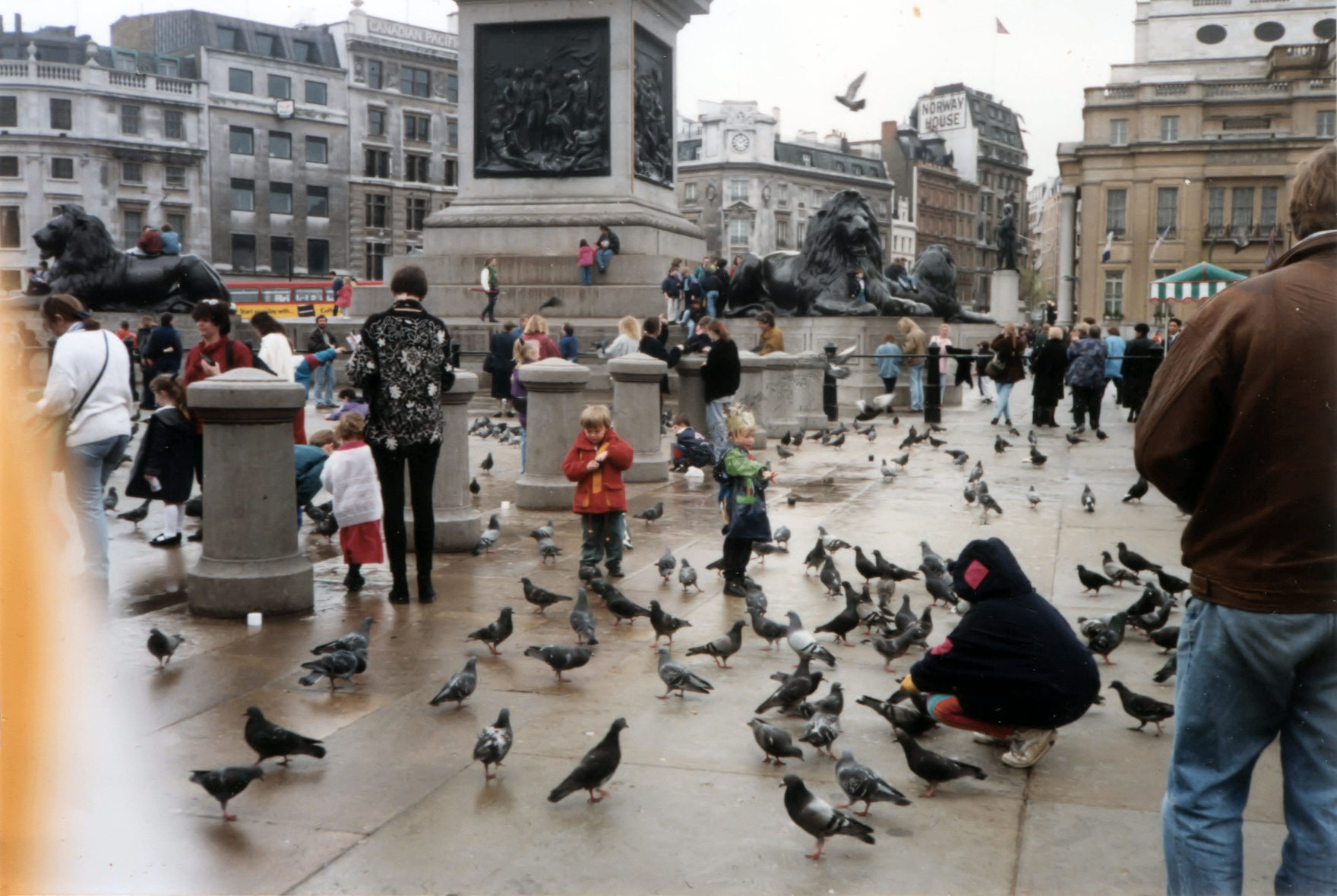
Passants nourrissant les pigeons à Trafalgar Square à Londres. Cette pratique est maintenant interdite et les pigeons ont abandonné la place.

Nourrir les oiseaux est traditionnellement une activité hivernale dans les pays de l'hémisphère nord pour compenser la rareté de la nourriture pendant cette période, . Bien que ce soit toujours le cas dans plusieurs régions d'Amérique du Nord et du Royaume-Uni, on observe une tendance croissante à nourrir les oiseaux à longueur d'année. 

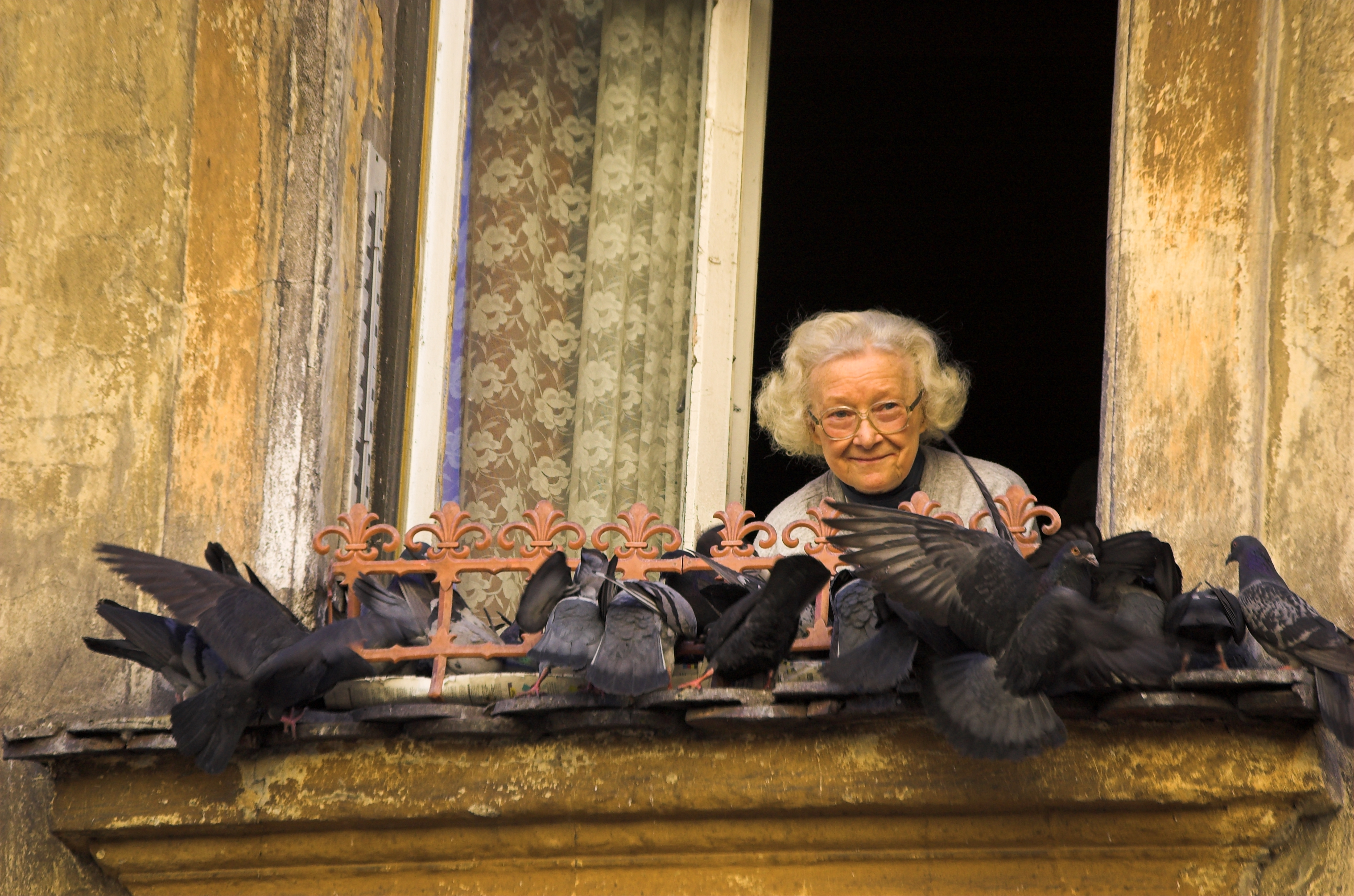
Vieille femme nourrissant les pigeons en Pologne

L'impact de l'apport artificiel de nourriture par les mangeoires sur l'écologie des oiseaux sauvages est encore peu documenté. On a plusieurs fois démontré toutefois que dans d'autres contextes[Lesquels ?], un apport supplémentaire de nourriture peut affecter de diverses façons la survie, le taux de reproduction, la période de reproduction, le taux de prédation ou le comportement des animaux sauvages incluant les oiseaux, , , , . Il est raisonnable de supposer que les millions de kg de nourriture offerts annuellement dans les mangeoires aux États-Unis et en Europe aient un impact sur les populations d'oiseaux. Selon l'ornithologue Grégoire Loïs, le nourrissage des oiseaux en hiver n'est favorable que pour la conservation « d'un petit cortège d’espèces et ne change que peu leur probabilité de survivre à l'hiver, à moins qu'il ne soit exceptionnellement rigoureux. Rappelons que les oiseaux vivent sur notre planète depuis des millions d'années ». Pour Loïs, ce nourrissage est une démarche anthropocentrique qui « nous permet de contempler la vie sauvage, de créer du lien avec la nature et de générer de l'empathie envers ces animaux ». 
La pratique du nourrissage peut aussi être préjudiciable. Aux États-Unis et en Australie, les mangeoires pourraient favoriser les espèces introduites comme l'Étourneau sansonnet et le Moineau domestique au détriment des espèces indigènes. Les mangeoires pourraient aussi favoriser les espèces plus agressives au détriment d'autres espèces plus petites et moins compétitives. En Australie, par exemple, on a établi un lien entre l'abondance du Grand Réveilleur aux mangeoires et le déclin d'autres espèces incapables de rivaliser avec le premier.
Les mangeoires peuvent contribuer à la diffusion de maladies chez les oiseaux (trichomonose, Scaly foot (en), variole aviaire, salmonellose…) en créant des rassemblements qui favorisent la transmission des maladies par la proximité des individus. Le nettoyage régulier des mangeoires peut éviter la propagation de maladies. Les autres impacts négatifs potentiels sont : la dépendance des oiseaux aux mangeoires (piège écologique), la perte de l'habilité à trouver la nourriture dans des conditions naturelles, l'impact d'une nourriture artificielle et peut-être nutritionnellement incomplète, une modification des mouvements migratoires pour s'adapter à une source artificielle de nourriture et une augmentation de l'agressivité entre les oiseaux près des sources de nourriture,.
Face à l'incertitude sur les effets réels de cet apport massif de nourriture sur les populations d'oiseaux, les positions varient quant à l'attitude à adopter à ce sujet. Plusieurs agences gouvernementales australiennes, par exemple, découragent fortement la population de se prêter à ce loisir. Dans les pays de l'hémisphère nord – aux États-Unis et en Angleterre, entre autres – on considère cette activité comme un moyen de conservation à encourager.